# Pothos (divinità)
Pothos (in greco antico Πόθος) è un personaggio della mitologia greca, figlio di Afrodite e Crono (secondo Filone Erennio citato da Eusebio) oppure di Zefiro e Iris, e personificato tra i fratelli di Eros, al quale è spesso assimilato, come simbolo di "rimpianto e nostalgia". Fa parte degli Eroti (Ἔρωτες), con Imero ed Eros, a cui talvolta viene assimilato anche Anteros. 
Spesso raffigurato in trio coi fratelli nella ceramografia greca, è il soggetto di una celebre scultura di Skopas (330 a.C. circa).